# Dynamometer

Principen för en fjädervåg

Dynamometer eller fjädervåg är ett mätinstrument för storheten kraft, vanligen graderad i enheten N (newton). En enkel dynamometer består av en spiralfjäder och en graderad skala som visar kraften beroende på hur mycket fjädern dragits ut av den kraft som skall mätas. Ett exempel på en dynamometer kan vara en fiskvåg där graderingen är i kilogram. Andra utföranden på dynamometrar är vanliga i skolornas fysiksalar.
I dagligt bruk approximeras ofta 1 kilogram med 9,8 Newton.